# Johann Franz Drège
Johann Franz Drège o (Johann Frantz Drège) o (Jean François Drège) (25 de marzo de 1794 Altona, Hamburgo, Alemania - 3 de febrero de 1881 ibíd fue un horticultor, botánico, recolector, y explorador alemán, de ascendencia hugonote.
Drège recibió su primera formación en el sector hortofrutícola en Gotinga y posteriormente trabajó en Jardines botánicos de Múnich, Berlín, San Petersburgo, y en Riga.
En 1826 viajó con su hermano menor, Eduard, para reunirse con el hermano mayor, Carl, que había estado trabajando como boticario en Cabo desde 1821. Se establecieron como profesionales coleccionistas de historia natural - Carl concentrándose en especímenes zoológicos y Franz en los botánicos. Sus contratos con los contactos europeos expiró en 1826, y decidieron poner en marcha su propio negocio.

## Agosto de 1826 - mayo de 1827
Después de iniciar su carrera de recolecciones en Ciudad del Cabo y sus alrededores, Franz inició su primer viaje al interior. Su itinerario incluye los siguientes lugares: montes del río Hex, Beaufort West, Nuweveld Mountains, Rhenosterkop, Uitvlugt, Murraysburg, Winterveld, Richmond , Groot Tafelberg, Nieuwejaarsfontein, Ezelsfontein, y De Aar. Estuvo a punto de seguir la misma ruta en la vuelta de su viaje, y estuvo de regreso en Paarl el 16 de mayo de 1827. Carl vendió su botica en Paarl en 1829 y Franz, que había recolectado en la vecindad, decidió ir con él a la primera de una serie de viajes compartidos.

## Mayo de 1829 - febrero de 1830
Su viaje en esta expedición particular, los llevó a lo largo de la siguiente ruta: montes del río Hex, Swartberg, Klaarstroom, Aasvogelberg cerca de Willowmore, Swanepoelspoort, Swartruggens, Sundays River, Graaff-Reinet, Sneeuberg, Kompasberg, Renosterberg cerca de Middelburg, Cradock, Suurberg, Uitenhage. Aquí se encontraron con Joachim Brehm y Christian F. Ecklon; Ecklon los acompaña en una serie de excursiones cortas. El regreso fue a lo largo del Langkloof y de los montes Outeniqua, a Attaquaskloof y Swellendam.

## Junio de 1830 - enero de 1831
Después de haber obtenido permiso para viajar a la frontera norte de la Colonia del Cabo, se pusieron en marcha con dos carros de bueyes el 16 de junio de 1830. En esta ocasión viajaron a través de los siguientes lugares: Swartland, Riebeek Kasteel, Piketberg, Stinkfontein, Clanwilliam, Olifants River, Heerenlogement, río Swartdorings , Garies, Buffels Rivier, Silverfontein, Koperberg cerca de Springbok, el oeste de los cerros Namaqualand, Lekkersing, Natvoet, río Gariep, confluencia de los ríos Fish y Orange, Arris, Grootdoorn, boca del río Orange, Noagas, Kookfontein/Kokfontein que es el actual Steinkopf, Koperberg, Silverfontein, Pedroskloof, Krakeelkraal, Leliefontein en Kamiesberge, Onder Bokkeveld, Oorlogskloof, Clanwilliam y Wupperthal donde se reunieron con el Barón von Wurmb, y junto a él en una serie de viajes cortos, y luego a Pikenierskloof, Piketberg, Tiger Valley, Vier-en-Twintig Riviere, Nieuwe Roode Sandkloof (Tulbagh) y de vuelta en Paarl, el 19 de enero de 1831. A partir del 18 de mayo hasta el 18 de junio de 1831, Carl revisitó Cederberg y Wupperthal ensillado.

## Julio de 1831 - junio de 1832
Este viaje tuvo a los hermanos tan al este como Port Natal. Y siguieron una ruta a través de Caledon, Swellendam, un desvío corto a Potberg, Mossel Bay, George, Knysna donde visitaron a George Rex y a Carolus Johannes Villet (1817-1877), volviendo a Swellendam el 5 de noviembre y encontraron a Ecklon y a Zeyher. Atravesaron el norte de Langeberg, y Heidelberg y por el noreste a Caledonkloof cerca de Calitzdorp y a Cangoberg, el oeste de Blaauwberg en Klein Swartberg, hacia el este en el lado norte de Swartberg, Klaarstroom, norte de Kammanassieberg, a lo largo de Langkloof a Galgebosch cerca de Hankey en el río Gamtoos. Aquí por primera vez estuvieron con Andrew Smith planeando una expedición a Natal. Se reúnen con Smith en Port Elizabeth, encontraron que era fácilmente aceptable para su incorporación a la partida. Smith no reveló su agenda política para el viaje, que fue una reunión con Dingaan, y acogió con satisfacción el manto científico dado por la presencia de la colección. Los Hnos. Drège pasaron Navidad de 1831 en Grahamstown y pidieron al boticario Leopold Schmidt en su granja Glenfillan sobre el río Brak a 20 km al noreste de la ciudad. Se reunieron con la partida de Smith en Trumpeters Drift el 10 de enero. La partida se formó con 8 europeos, 13 hotentotes, 7 caballos, 52 bueyes y 4 carretas. Su ruta cruzó los ríos Keiskamma y Buffalo, luego a Komga, río Kei, la misión Gaikau cerca de Butterworth, río Bashee, Morley, río Umtata, la misión Bunting, río Umgaza, río Umzimvubu , Lusikisiki, río Umsikaba y su boca, la desembocadura del río Umtentu, río Umtamvuna , río Umzimkulu y finalmente Port Natal el 27 de marzo. Smith fue a su encuentro con Dingaan, aunque los Drèges no lo acompañaron. La partida de vuelta de la expedición siguió casi la misma ruta hacia atrás y estaban de regreso en Glenfillan el 25 de junio.

## Julio de 1832 - octubre de 1832
Dentro de dos semanas, los hermanos salieron de Grahamstown vía Addo, Port Elizabeth, Uitenhage, Misión Enon , Zuurberg, y siguieron por el río Sundays a Buffelsfontein cerca de Jansenville, Swanepoelspoort, Aasvogelberg cerca de Willowmore, montes Kammanassie , a través de Langkloof, Essenbos, río Gamtoos, Port Elizabeth y la Misión Enon.

## Resumen
Los especímenes de Drege típicamente tenían detalles del sitio de recolección, como la altitud y otros datos geofísicos. La calidad de su recolección es sólo comparable con la de William Burchell. En su Zwei Pflanzengeographische Dokumente (Dos plantas de Documentos geográficas) (Leipzig 1843), lista sus especies recolectadas alfabéticamente con referencias cruzadas de localidades.
En una introducción hecha por el prusianno Ernst H. F. Meyer (1791-1858), quien era en ese momento profesor de botánica en Königsberg, se hace un intento por primera vez para dividir la vegetación de la Colonia del Cabo en zonas fitogeográficas. Rudolf Marloth se refirió a él como "el padre de la fitogeografía sudafricana". Harry Bolus y Peter MacOwan elogiaron sus meticulosas recolecciones y su asombroso entusiasmo en cubrir vastas zonas del campo. En total colectó más de 200.000 especímenes abarcando como 8.000 especies.
Las rutas seguidas en sus expediciones se aclararon considerablemente por el redescubrimiento en 1937 del diario detallado de Carl Drege.
A su retorno a Europa, se estableció cerca de Hamburgo donde manejó un exitoso negocio de vivero. Se casó con Johanna Alida Vlaar, también de su localidad natal Altona, el 2 de diciembre de 1837.

## Honores

### Eponimia
Géneros
- (Apiaceae) Dregea Eckl. & Zeyh.[2]

- (Asclepiadaceae) Dregea E.Mey.[3]

- (Liliaceae) Neodregea C.H.Wright[4]

Especies (148 + 32 + 57 + 104 registros)
- (Aizoaceae) Galenia dregeana Fenzl ex Harv. & Sond.[5]

- (Asclepiadaceae) Microloma dregei (E.Mey.) Wanntorp[6]

- (Cyperaceae) Epischoenus dregeanus (Boeckeler) Levyns[7]

- (Onagraceae) Epilobium dregeanum E.Mey. ex Hausskn.[8]

- (Sterculiaceae) Dombeya dregeana Sond.[9]

- La abreviatura «Drège» se emplea para indicar a Johann Franz Drège como autoridad en la descripción y clasificación científica de los vegetales.[10]